# James Thomson (poeta 1700-1748)
James Thomson (11 settembre 1700 – 27 agosto 1748) è stato un poeta e drammaturgo scozzese.
Fu prolifico autore di poemetti sulle stagioni, ove infranse gli artifici settecenteschi. Tra i suoi lavori spiccano la serie di poemi The Seasons (le stagioni) e la composizione del testo del canto patriottico britannico Rule, Britannia!.

## Biografia
Figlio di un pastore presbiteriano, era inizialmente destinato ad avere una carriera ecclesiastica sulle orme del padre. Si iscrisse all'Università di Edimburgo nel 1715, dove studiò metafisica, logica, etica, greco, latino e filosofia naturale. Pur avendo completato i corsi, abbandonò nel 1719 prima di laurearsi, per entrare nel Divinity Hall, dove sarebbe diventato pastore. A Edimburgo pubblicò le sue prime poesie nell'Edinburgh Miscellany.
Si trasferì a Londra nel 1725, dove guadagnava da vivere come insegnante. Grazie all'amico poeta David Mallet, Thomson conobbe altri famosi poeti del tempo, tra cui Richard Savage, Aaron Hill e Alexander Pope.
Nel 1726 pubblicò Winter, primo poema che sarebbe poi confluito in The Seasons, insieme a Summer (1727), Spring (1728) e Autumn (1730). In questo periodo compose anche A Poem sacred to the Memory of Isaac Newton e il suo primo dramma, The Tragedy of Sophonisba (1729). 
Nel 1730 intraprese un tour di due anni in Europa con il figlio di Sir Charles Talbot, di cui era divenuto tutore. La sua opera successiva, Liberty, apparve nel 1734.
Nel 1740, con Mallet, scrisse la masque Alfred. Un poema scritto per quella masque fornì il testo per l'inno Rule, Britannia! che, con musica composta da Thomas Arne, divenne uno dei più famosi canti patriottici. Federico di Hannover gli conferì una pensione di 100 sterline all'anno.
Negli ultimi anni di vita, Thomson abitò a Richmond upon Thames, dove scrisse l'ultimo suo poema, The Castle of Indolence, che venne pubblicato nel 1748 poco prima della sua morte.
Il testo di The Seasons venne tradotto in tedesco da Barthold Heinrich Brockes, e tale traduzione venne ripresa da Gottfried van Swieten come libretto per l'oratorio Le stagioni di Haydn.